# كاثلين نولان
كاثلين نولان (بالإنجليزية: Kathleen Nolan)‏ هي نقابية وممثلة أمريكية، ولدت في 27 سبتمبر 1933 في سانت لويس في الولايات المتحدة.

## وصلات خارجية
- كاثلين نولان على موقع IMDb (الإنجليزية)
- كاثلين نولان على موقع قاعدة بيانات برودواي على الإنترنت (الإنجليزية)
- كاثلين نولان على موقع قاعدة بيانات برودواي على الإنترنت (الإنجليزية)
- كاثلين نولان على موقع إن إن دي بي (الإنجليزية)
- كاثلين نولان على موقع قاعدة بيانات الفيلم (الإنجليزية)